# Regne de Ryūkyū
El Regne de Ryukyu Ryūkyū ōkoku (琉球王国) fou una monarquia independent, que governà la major part de les illes Ryukyu (al sud de l'actual arxipèlag japonès) des de principis del segle xiv fins a les acaballes del XIX. Els reis de Ryukyu unificaren la seva illa natal (Okinawa) i posteriorment estengueren els seus dominis a les illes Amami (actualment a la prefectura de Kagoshima) i les illes Yaeyama a tocar de Taiwan. A despit de la seva petita grandària, tingué un paper destacat en la xarxa del comerç marítim al mar de la Xina i al sud-est asiàtic en l'època medieval.

## Història

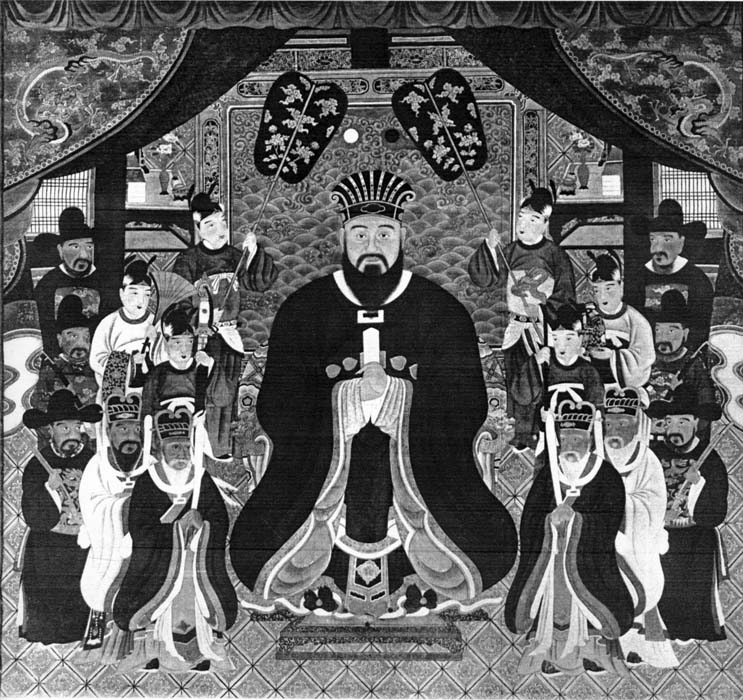
Rei Shō Shin (1465-1526), 尚真王

### Orígens del regne
Al segle xiv, diversos petits dominis feudals de l'illa d'Okinawa foren unificats en tres regions: Hokuzan (北山, Muntanya Septentrional), Chūzan (中山, Muntanya Central) i Nanzan (南山, Muntanya Meridional). Això va ser conegut com el període dels Tres Regnes de Sanzan.
Hokuzan, que comprenia les terres de la major part de la meitat nord de l'illa, era la potència militar alhora que la part més dèbil econòmicament. Nanzan dominava el sud i Chūzan ocupava el centre de l'illa, essent aquesta darrera la màxima potència econòmica a l'illa. La capital política era a Shuri, i ben propera al gran port comercial de Naha, centre d'aprenentatge del coneixement xinès tradicional. Aquests territoris, i Chūzan en conjunt, serien el centre del regne fins a la seva abolició.
Molts xinesos es desplaçaren cap a Ryukyu per treballar pel govern o crear negocis en aquesta època. A petició del rei, la dinastia Ming envià des de Fujian el 1392 trenta-sis famílies xineses perquè s'encarreguessin del comerç ultramarí durant el regnat de l'emperador Hongwu. Molts funcionaris directius i càrrecs governamentals ryukesos descendien d'aquests immigrants xinesos, fossin nascuts a la Xina o d'ancestres xinesos i ajudaven el regne en la millora de la tecnologia i les relacions diplomàtiques.
Aquests tres principats (o confederacions tribals) i els seus cabdills s'enfrontaren entre ells i en sortí victoriosa la regió de Chūzan, que veié els seus dirigents oficialment reconeguts per la xinesa dinastia Ming com els reis de dret, cosa que donà legitimitat a les seves reivindicacions. Ara bé, el governador de Chūzan va haver d'esperar a llegar el tron al rei Hashi perquè aquest conquerís Hokuzan el 1416 i Nanzan el 1429, unificant definitivament l'illa d'Okinawa i establint les bases de la dinastia Shō.
En Shang Bazhi adoptà el sistema jeràrquic de la cort xinesa, també construí el Castell de Shuri, i la ciutat que porta el mateix nom com la capital del nou estat. Per dotar d'una plataforma d'expansió també endegà les obres del port de Naha. El 1469, el rei Shō Toku va morir sense abans concebre un hereu; però un servent de palau indicà que havia estat adoptat com a fill pel monarca i va instaurar la segona dinastia amb el nom de Shō En.
És en aquesta època (finals del segle xv) quan estén la seva autoritat sobre el quadrant més meridional de l'arxipèlag ryukès i el 1571 incorpora les illes Amami-Ōshima més al nord, properes a Kyūshū. Mentre que les illes Amami s'integren completament al regne, les illes Sakishima romanen com a simples estats tributaris.

### Edat daurada del comerç marítim
Per espai de gairebé dos-cents anys, el Regne de Ryūkyū va ser una peça clau en el mapa comercial del sud i el sud-est asiàtic. Per a Ryūkyū era primordial mantenir l'estatus tributari del regne (establert per Chūzan el 1372 i més tard Nanzan el 1380 i Hokuzan el 1383) amb la Xina dels Ming que havia heretat. D'aquesta manera podien disposar de vaixells proveïts per la Xina, a més això permetia a un nombre selecte de ryukyuesos l'accés a estudis a l'Acadèmia Imperial a Pequín. D'aquesta manera els era permès el comerç als ports Ming i l'entrada als grans mercats de la Xina. No només això; ampliaren els seus horitzons i comerciaren a tota la regió, recalant des dels ports de Corea, el Siam, la península de Malaca, Java, el Sumatra, Pattani i Palembang, a més d'establir contactes amb Annam (Vietnam) entre d'altres.
Eren intercanviats productes japonesos com ara la plata, espases de bona manufactura, ventalls, laca, mampares de mambú o altres fustes i xinesos com herbes remeieres, ceràmiques, brocats per productes vinguts del sud-est asiàtic: fusta per a joncs banyes de rinoceront, llautó, sucre, ferro, ambre gris, ivori indi i encens àrab. Ho proven registres de més de 150 travesses de vaixells ryukyuesos a diferents destinacions, entre elles 61 a Siam 10 a Malacca i Pattani i 8 a Java, que foren anotats al Rekidai Hōan o registre de documents diplomàtics entre el 1424 i el 1630.
A causa de la política xinesa del hai jin (海禁, "prohibicions de la mar"), que limitaba el comerç amb la Xina als estats tributaris o bé vassalls i aquells amb permisos especials, combinat amb una indulgència per part dels Ming va permetre fer prosperar vora 150 anys. En acabar el segle xvi, començà a decaure la prosperitat. Els experts apunten com a causes probables la irrupció dels wokou (pirates) japonesos i la dura competència europea.

### Invasió japonesa i subordinació

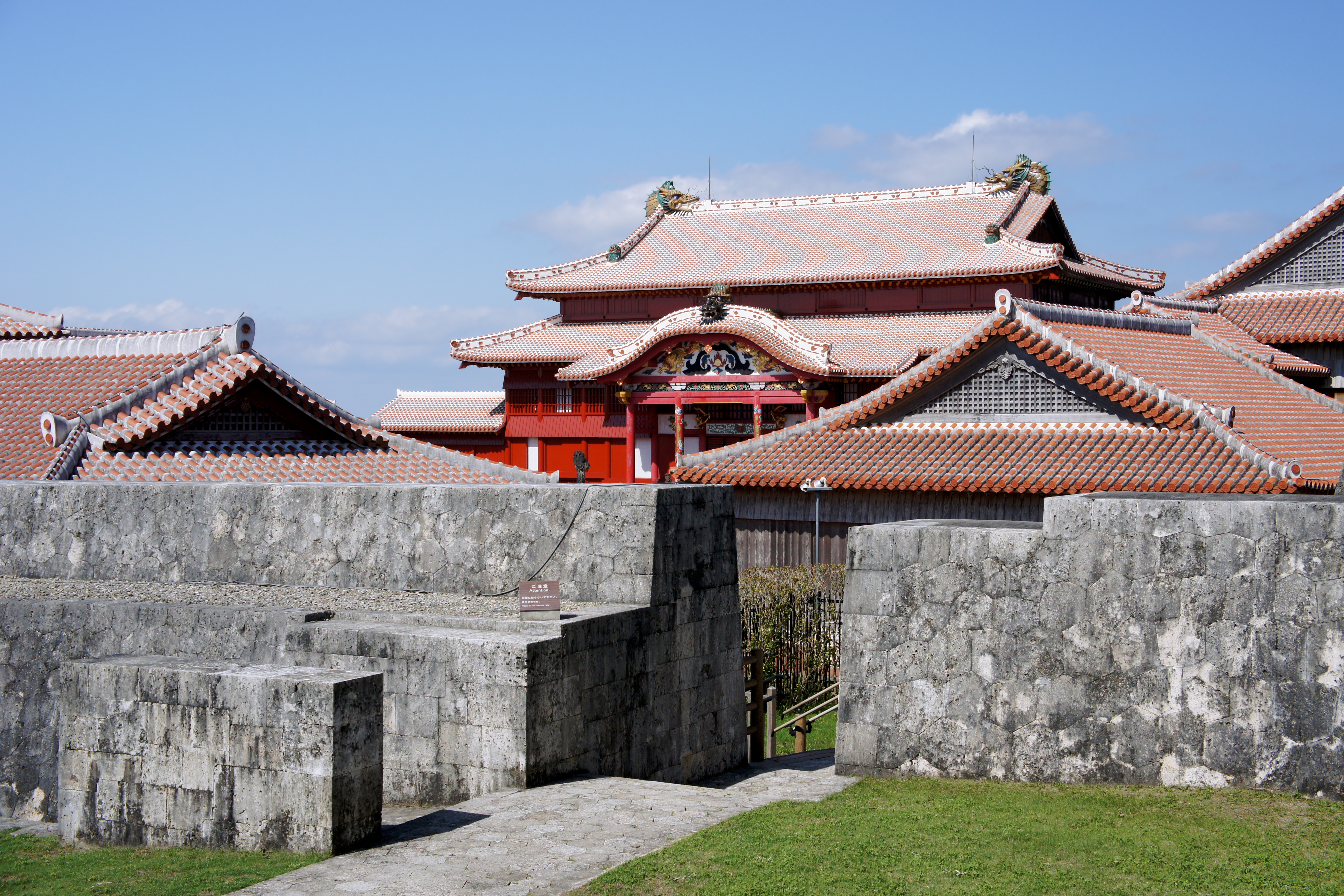
Edifici principal del castell de Shuri

Cap a l'any 1590, Toyotomi Hideyoshi demanà al regne de Ryūkyū ajut per intentar envair Corea en els plans globals de les campanya de conquesta de Corea. En el cas que resultés un èxit aleshores Hideyoski trepitjaria fort i provaria el salt a la invasió de la Xina, però la proposició va ser desestimada. El Shogunat Tokugawa, que s'establí a la caiguda de Hideyoshi, va autoritzar la partença d'una força expedicionària de la família Shimazu, daimyos del domini de Satsuma (a l'actual prefectura de Kagoshima) vers Ryūkyū. La invasió no es va fer esperar i així va ser com els 1609 els vaixells japonesos arribaven a les costes d'Okinawa.

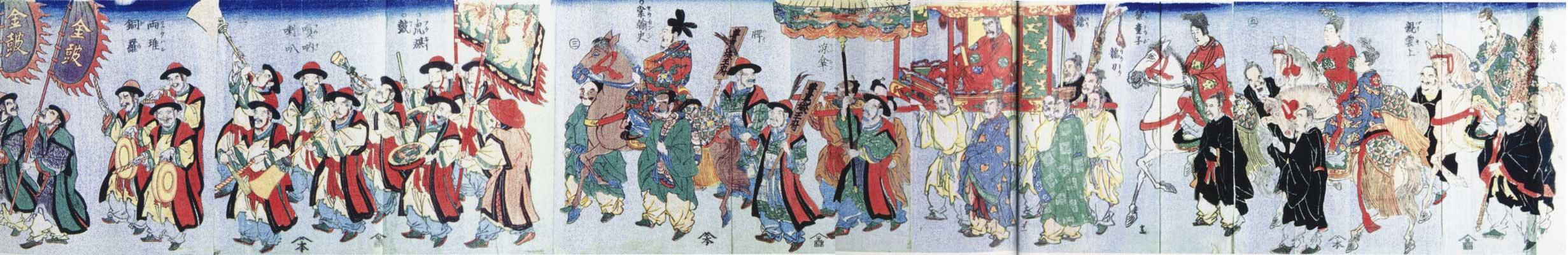
Ambaixadors ryükyüesos a la ciutat d'Edo

El regne de Ryūkyū vivia una situació ben curiosa, ja que es trobava sotmès a lligams de vassallatge vers dos països enemistats, però, tot i això, mantenia aquestes relacions amb els dos governs. Els Satsuma s'aprofitaren de les cartes de privilegis especials de Ryūkyū (sempre amb l'aprovació de Tokugawa) per poder mantenir intercanvis comercials amb la Xina continental.
El regne de Ryūkyū era vassall del daimyo Satsuma; tanmateix, per guardar les aparences i seguir mantenint els contactes comercials extraoficials amb la Xina no era considerat com a part de cap prefectura o divisió administrativa (han) i, per tant, va mantenir un alt grau d'autonomia. No va ser fins a l'annexió oficial del regne el 1879 quan aquest va ser abolit i els nadius van ser considerats com a japonesos. En aquest doble joc era tal la precaució que a Ryūkyū la presència japonesa era gairebé inexistent, i ni de bon tros hi havia cap establiment militar. Per tant, era gairebé igual d'independent que abans de la invasió.
Després de la revolució Meiji, el govern meiji japonès va abolir el regne i en va annexionar les terres, que van quedar enquadrades dins la prefectura d'Okinawa. Les illes Amami-Ōshima ja havien estat annexionades prèviament al Japó i actualment formen part de la prefectura de Kagoshima. Shō Tai, l'últim rei de Ryūkyū, se n'anà a Tòquio, on va viure fins a la seva mort el 1901.

## Cronologia
1372El primer enviat especial de la dinastia Ming visita Okinawa, que abans de ser unificada estava dividida en tres regnes (període Sanzan). S'estableixen les relacions tributàries oficials amb la Xina imperial.
1416Chūzan, en aquell moment governat per Shō Hashi, envaeix Nakijin gusuku, la capital de Hokuzan.
1429Chūzan ocupa Shimajiri Osato gusuku, capital de Nanzan, unificant l'illa d'Okinawa. Shō Hashi estableix el regne de Ryūkyū, convertint-se en el seu primer rei, amb capital a Shuri (avui dia part de Naha).
1470Shō En (Kanemaru) estableix la Segona Dinastia Shō.
1477El tercer rei, en Shō Shin, accedeix al tron. Inici de l'edat daurada del regne.
1609 (5 d'abril)daimyō (Senyor) de la Satsuma conquereix el regne. El rei de Ryūkyū es converteix aleshores en un vassall del Japó.
1624El senyor de Satsuma anexiona les illes Amami.
1846Bernard Jean Bettelheim (m. 1870), un missioner protestant britànic, arriba al regne Ryūkyū i funda el primer hospital estranger a tota l'illa, al temple Naminoue Gokoku-ji.
1853El vicealmirall Matthew Perry de la US Navy recala a l'illa. S'enduu amb ell el missioner.
1866L'última missió oficial de l'Imperi Qing visita Ryūkyū.
1872El govern japonès dissol el regne; en Shō Tai (尚泰) és proclamat governador del han.
1874L'última remesa de tributs marxa a la Xina des del port de Naha.
1879El Japó substitueix el han de Ryūkyū i crea la prefectura d'Okinawa, annexionant formalment les illes.

## Llista de reis ryükyüesos
| Monarca      | Kanji    | Regnat    | Estirp               | Observacions        |
| ------------ | -------- | --------- | -------------------- | ------------------- |
| Shunten      | 舜天     | 1187-1237 | nissaga de Tenson    |                     |
| Shun Bajunki | 舜馬順熈 | 1238-1248 | nissaga de Tenson    |                     |
| Gihon        | 義本     | 1249-1259 | nissaga de Tenson    |                     |
| Eiso         | 英祖     | 1260-1299 | nissaga d'Eiso       |                     |
| Taisei       | 大成     | 1300-1308 | nissaga d'Eiso       |                     |
| Eiji         | 英慈     | 1309-1313 | nissaga d'Eiso       |                     |
| Tamagusuku   | 玉城     | 1314-1336 | nissaga d'Eiso       |                     |
| Seii         | 西威     | 1337-1354 | nissaga d'Eiso       |                     |
| Satto        | 察度     | 1355-1395 | -                    |                     |
| Bunei        | 武寧     | 1396-1405 | -                    |                     |
| Shō Shishō   | 尚思紹   | 1405-1421 | Primera dinastia Shō |                     |
| Shō Hashi    | 尚巴志   | 1422-1429 | Primera dinastia Shō | com a rei de Chūzan |

| Monarca      | Kanji  | Regnat                  | Estirp                   | Observacions                                                      |
| ------------ | ------ | ----------------------- | ------------------------ | ----------------------------------------------------------------- |
| Shō Hashi    | 尚巴志 | 1429-1439               | Primera dinastia Shō     | com a rei ryukyuès                                                |
| Shō Chū      | 尚忠   | 1440-1442               | Primera dinastia Shō     |                                                                   |
| Shō Shitatsu | 尚思達 | 1443-1449               | Primera dinastia Shō     |                                                                   |
| Shō Kinpuku  | 尚金福 | 1450-1453               | Primera dinastia Shō     |                                                                   |
| Shō Taikyū   | 尚泰久 | 1454-1460               | Primera dinastia Shō     |                                                                   |
| Shō Toku     | 尚徳   | 1461-1469               | Primera dinastia Shō     |                                                                   |
| Shō En       | 尚円   | 1470-1476               | Segona dinastia Shō      | anomenat Kanamaru Uchima                                          |
| Shō Sen'i    | 尚宣威 | 1477                    | Segona dinastia Shō      |                                                                   |
| Shō Shin     | 尚真   | 1477-1526               | Segona dinastia Shō      |                                                                   |
| Shō Sei      | 尚清   | 1527-1555               | Segona dinastia Shō      |                                                                   |
| Shō Gen      | 尚元   | 1556-1572               | Segona dinastia Shō      |                                                                   |
| Shō Ei       | 尚永   | 1573-1586               | Segona dinastia Shō      |                                                                   |
| Shō Nei      | 尚寧   | 1587-1620               | Segona dinastia Shō      | Invasió dels Satsuma: primer rei en retre vassallatge als Satsuma |
| Shō Hō       | 尚豊   | 1621-1640               | Segona dinastia Shō      |                                                                   |
| Shō Ken      | 尚賢   | 1641-1647               | Segona dinastia Shō      |                                                                   |
| Shō Shitsu   | 尚質   | 1648-1668               | Segona dinastia Shō      |                                                                   |
| Shō Shōken   | 尚象賢 | 1666-1673               | Sessei (primer ministre) | primer historiador ryukyuès                                       |
| Shō Tei      | 尚貞   | 1669-1709               | Segona dinastia Shō      | anomenat Shan Jing; visqué en 1645-1709                           |
| Shō Eki      | 尚益   | 1710-1712               | Segona dinastía Shō      | anomenat Shang Ben; visqué en 1678-1712                           |
| Shō Kei      | 尚敬   | 1713-1751               | Segona dinastía Shō      | anomenat Shang Jing; visqué en 1700-1751                          |
| Sai On       | 蔡温   | 1751-1752               | Kokushi (regent)         | El més gran erudit i historiador ryukyuès; visqué en 1682-1761    |
| Shō Boku     | 尚穆   | 1752-1795               | Segona dinastia Shō      | anomenat Shang Mu; visqué en 1739-1795                            |
| Shō On       | 尚温   | 1796-1802               | Segona dinastia Shō      | anomenat Shang Wen; visqué en 1784-1802                           |
| Shō Sei      | 尚成   | 1803-1804               | Segona dinastia Shō      | anomenat Shang Cheng; visqué en 1783-1804                         |
| Shō Kō       | 尚灝   | 1804-1828               | Segona dinastia Shō      | anomenat Shang Hao; visqué en 1787-1839                           |
| Shō Iku      | 尚育   | 1829-1847               | Segona dinastia Shō      | anomenat Shang Yu; visqué entre 1813-1847                         |
| Shō Tai      | 尚泰   | 1848-11 de març de 1879 | Segona dinastia Shō      | anomenat Shang Tai; visqué de 1843 a 1901; l'últim rei de Ryükyü  |